# IRNSS-R1B
IRNSS-R1B – indyjski satelita lokalnego systemu nawigacji satelitarnej Indian Regional Navigation Satellite System - drugi z siedmiu planowanych satelitów systemu.

## Start
Start satelity był przekładany z 30 marca.
Statek został satelizowany w 19 minucie 48 sekundzie lotu, wchodząc na orbitę transferową o parametrach 284 km × 20650 km × 19,2°. Docelową orbitę, kwazigeostacjonarną o nachyleniu 31° nad południkiem 55°E, osiągnął za pomocą własnego napędu.

## Budowa i działanie
Satelita posiada dwa panele trójzłączowych ogniw słonecznych generujących do 1660 W energii elektrycznej. Ładują one akumulatory litowo-jonowe o pojemności 90 Ah. Za kontrolę pozycji satelity (stabilizacja trójosiowa) odpowiadają żyroskopy, szukacze gwiazd i Słońca, koła reakcyjne i magnetyczne, i silniczki korekcyjne.
Planowy czas działania satelity wynosi 10 lat.